# Первомайское сельское поселение (Орловская область)
Первомайское се́льское поселе́ние — муниципальное образование в Малоархангельском районе Орловской области Российской Федерации.
Административный центр — село Первая Ивань.

## История
Статус и границы сельского поселения установлены Законом Орловской области от 12 августа 2004 года № 414-ОЗ «О статусе, границах и административных центрах муниципальных образований на территории Малоархангельского района Орловской области».

## Население
| 2010 | 2012 | 2013 | 2014 | 2015 | 2016 | 2017 |
| ---- | ---- | ---- | ---- | ---- | ---- | ---- |
| 649  | ↘612 | ↘583 | ↘561 | ↘536 | ↘528 | ↘514 |
| 2018 | 2019 | 2020 | 2021 | 2023 |      |      |
| ↘505 | ↘498 | ↘476 | ↘397 | ↘375 |      |      |

## Состав сельского поселения
| № | Населённый пункт | Тип населённого пункта       | Население |
| - | ---------------- | ---------------------------- | --------- |
| 1 | Акинтьево        | деревня                      | 56        |
| 2 | Вторая Ивань     | деревня                      | ↘78       |
| 3 | Первая Ивань     | село, административный центр | ↘234      |
| 4 | Хитрово          | село                         | ↘195      |
| 5 | Хмелевое         | село                         | 17        |
| 6 | Цуриково         | село                         | ↘69       |